# Gigi's Goodnight
Gigi's Goodnight è un singolo di Gigi D'Agostino con Angelo Pandolfi, estratto nel 2004 da L'amour toujours II. La canzone è diversa dalla versione contenuta nell'album. Infatti, quest'ultima è più lenta, una ballata, e contiene due voci, una maschile ed una femminile (Diana J), ed è sottotitolata Gigi D'Agostino's Way.
La versione più nota, Buonanotte mix, è più ritmica ed elettronica, sicuramente più adatta alla discoteca. La voce femminile è stata rimpiazzata da un campionamento di Eins, Zwei, Polizei, famoso brano del 1994 del gruppo eurodance Mo-Do.
La canzone è stata scritta da Claudio Zennaro, Angelo Pandolfi, Davide Marani, Fulvio Zafret, Gigi D'Agostino, Mario Pinosa e Sergio Portaluri.
Ballatella invece è stata scritta da Angelo Pandolfi, Gigi D'Agostino e Ruben Paganelli.

## Tracce
CD singolo
1. Gigi's Goodnight (Buonanotte Mix) 7:57
2. Gigi's Goodnight (Radio Notte Mix) 3:39
3. Ballatella 6:26

Vinyl
- A Gigi's Goodnight (Buonanotte Mix) 7:57
- B Ballatella 6:26

Versione in L'amour toujours II
- Goodnight (Gigi D'Agostino's Way) 2:45